# Andrea Bettinelli
Andrea Bettinelli (Bergamo, 6 oktober 1978) is een Italiaanse hoogspringer. Hij had ook het Italiaans indoorrecord in handen.
Hij werd negende op het EK 2002, zesde op het EK indoor 2005 en elfde op het EK 2006 en vijfde. Op het WK indoor 2003 sneuvelde hij in de kwalificatieronde.
Op het WK 2007 in Osaka werd hij met 2,26 m uitgeschakeld voor de finale. Eerder dat jaar was hij vijfde op het EK indoor 2007 in Birmingham. Dat jaar werd hij voor de derde maal Italiaans kampioen hoogspringen en won de Europacup wedstrijd in Milaan.
Op de Olympische Spelen van 2008 in Peking kwam hij met 2,25 m niet verder dan de kwalificatieronde.

## Titels
- Italiaans kampioen hoogspringen (indoor) - 2003, 2004, 2007
- Italiaans kampioen hoogspringen (outdoor) - 2003
- Italiaans jeugdkampioen hoogspringen (onder 23) - 1999
- Italiaans jeugdkampioen hoogspringen (onder 19) - 1997

## Persoonlijke records
| Onderdeel              | Prestatie | Datum            | Plaats |
| ---------------------- | --------- | ---------------- | ------ |
| hoogspringen (outdoor) | 2,31 m    | 3 augustus 2003  | Rieti  |
| hoogspringen (indoor)  | 2,30 m    | 17 februari 2002 | Genova |

## Palmares

### hoogspringen
- 2002: 9e EK - 2,18 m
- 2005: 6e EK indoor - 2,30 m
- 2006: 11e EK - 2,24 m
- 2007: 5e EK indoor - 2,20 m
- 2009: 8e Europese Team kampioenschappen - 2,24 m